# Diboran
Diboran, B2H6 – nieorganiczny związek chemiczny, dimer borowodoru. Jest wysoce reaktywny, z powietrzem tworzy mieszaninę wybuchową, łatwo ulega samozapłonowi pod wpływem wilgoci. Ciśnienie pary nasyconej wynosi 28 bar (0 °C).

## Struktura
W diboranie występują trójcentrowe-dwuelektronowe wiązania B−H−B, w których odległość B−H (131 pm) jest znacząco większa niż w konwencjonalnych terminalnych wiązaniach B−H (119 pm). Struktura ta została zaproponowana w 1921 roku przez W. Dithleya, lecz rozpowszechniona została dopiero w latach 40. XX wieku, budząc początkowo wątpliwości, m.in. ze strony Linusa Paulinga.

## Zastosowanie
Diboran znajduje wiele zastosowań w preparatyce chemicznej. Wykorzystywany jako reagent do otrzymywania organicznych i nieorganicznych związków boru, reduktor, katalizator, paliwo rakietowe i in.
Jest ważnym odczynnikiem w syntezie organicznej. Ulega addycji do alkenów tworząc alkiloborany, które łatwo utleniają się H2O2 w środowisku alkalicznym do alkoholi. Podobnie reaguje z alkinami, dając aldehydy jako produkty końcowe. Borowodór jest również używany jako reduktor w reakcji z kwasami karboksylowymi, redukując je do pierwszorzędowych alkoholi.

## Otrzymywanie
Diboran otrzymuje się ilościowo w eterze, w temperaturze pokojowej, w reakcji borowodorku sodu z fluorkiem boru:
3NaBH4 + 4BF3 → 2B2H6 + 3NaBF4
Na skalę przemysłową diboran otrzymuje się w wyniku wysokotemperaturowej redukcji fluorku boru wodorkiem sodu:
2BF3 + 6NaH → B2H6 + 6NaF